# Kandida
A Kandida a Kandid férfinév női párja.

## Gyakorisága
Az 1990-es években szórványos név, a 2000-es években nem szerepel a 100 leggyakoribb női név között.

## Névnapok
- március 10.[2]
- augusztus 29.[2]
- október 22.[2]